# Кублицька-Піоттух Олександра Андріївна
Олександра Андріївна Кублицька-Піоттух, уроджена Бекетова (6 (18) березня 1860, Харків, Російська імперія — 25 лютого 1923, Петроград, РРФСР, СРСР) — російська перекладачка і літераторка. Мати поета Олександра Олександровича Блока .

## Біографія
Народилася 1860 року в сім'ї вченого-ботаніка та організатора науки, професора Андрія Бекетова (1825—1902). Мати — Єлизавета Григорівна, до шлюбу Кареліна (1834—1902) — перекладачка. Сестра перекладачки та поетеси Марії Бекетової та поетеси, письменниці й перекладачки Катерини Краснової.
У січні 1879 року одружилася з Олександром Львовичем Блоком (1852—1909), юристом, професором Варшавського університету. У листопаді 1880 року в родині народився син Олександр, майбутній поет. Після народження сина Олександра Андріївна розірвала стосунки з чоловіком, причиною чого був його важкий характер.
В 1889 році їй вдалося домогтися указу Синоду про розірвання шлюбу з першим чоловіком, і вона стала дружиною гвардійського офіцера Франца Феліксовича Кублицького-Піоттуха.
Восени 1907 року разом із другим чоловіком, який отримав нове призначення, поїхала до Ревеля (нині — Таллін в Естонії). Тяжко переживала розлуку із сином, своє нове оточення сприймала як чуже. Назад до Петербурга Кублицькі-Піоттух повернулися восени 1911 року.
У 1896 року в Олександри виявилися ознаки психічного розладу, включаючи напади епілептичного характеру. Був виявлений порок серця, що сильно розвинувся. З часом хворобливі прояви посилювалися. У зв'язку з загостреннями нервової хвороби з «психічним ухилом», у 1910 та 1917 роках по кілька місяців перебувала в санаторіях.
У січні 1920 року помер її чоловік. 7 серпня 1921 року помер син. 25 лютого 1923 року померла сама Олександра Андріївна.
Була похована на Смоленському православному цвинтарі Петрограда поряд із могилою сина. У 1944 році її прах одночасно з прахом Олександра Блока були перепоховані на Літераторських містках Волковського цвинтаря .

## Стосунки з сином
Син займав центральне місце у житті Олександри Андріївни. У ранні роки вона здійснювала на нього величезний вплив. Олександра Андріївна познайомила сина з такими поетами, як Яків Полонський та Афанасій Фет, Шарль Бодлер та Поль Верлен, зацікавила творчістюАполлона Григор'єва та Володимира Соловйова. Разом вони осягали нові віяння в поезії та філософії, обговорювали політичні новини та суперечки.
Син, у свою чергу, відчував міцний духовний зв'язок із матір'ю і ставився до неї з глибокою довірою. Саме їй першою він читав свої вірші, довіряв серцеві пориви, знаходячи у неї розуміння та підтримку. Під час спілкування матері та сина віковий бар'єр між ними практично не відчувався. Ні з ким іншим у нього не було такої духовної близькості та внутрішньої схожості. «Ми з мамою — майже одне й те саме…» — говорив Блок, а літературознавець зробив висновок:

Згадуючи долі інших російських класиків, ми побачимо нічого подібного до цього безприкладного досвіду.

## Літературна діяльність

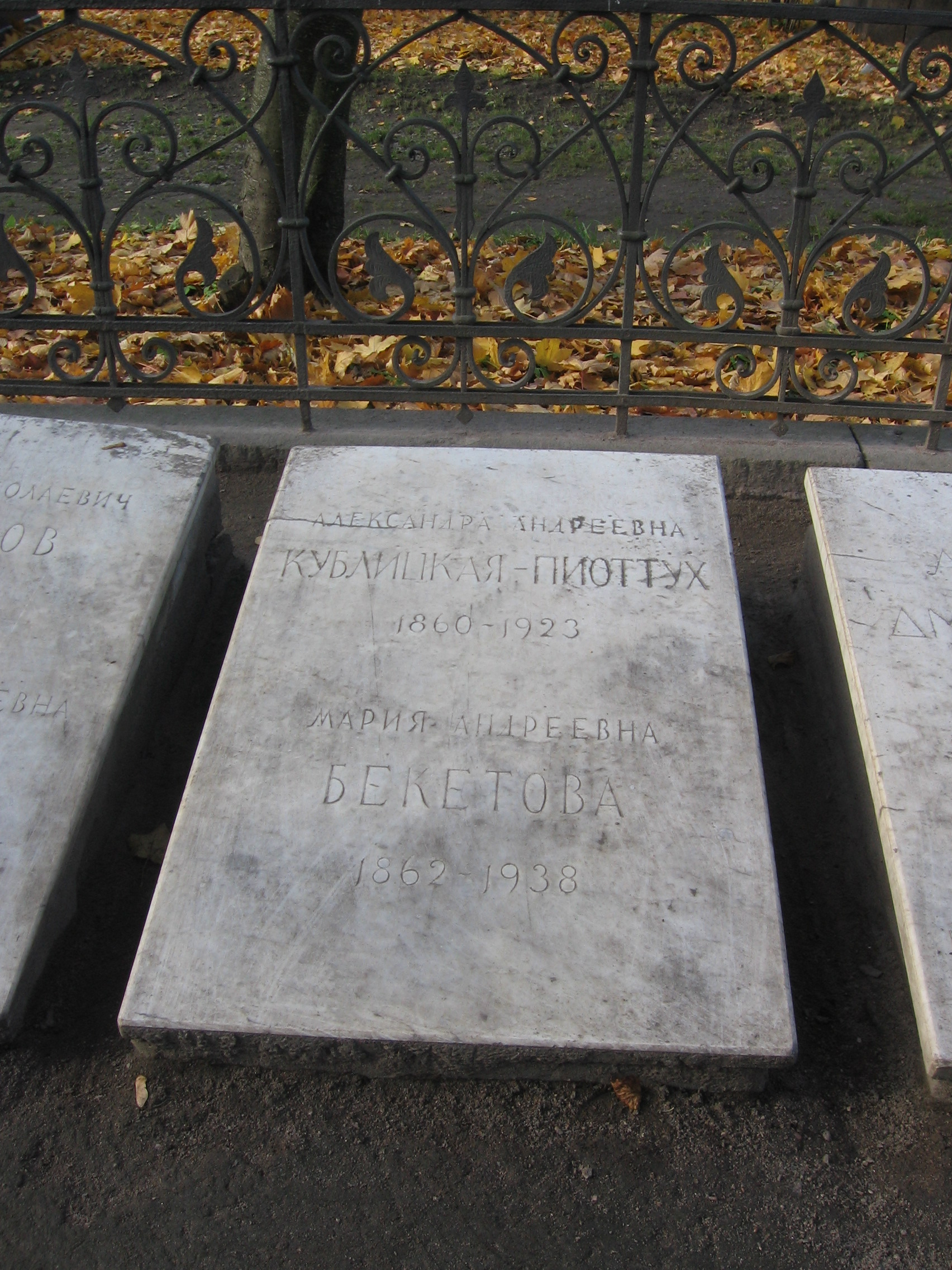
Надгробок Олександри Кублицької-Піоттух та її сестри Марії Бекетової на Літераторських містках

У молодості Олександра Андріївна писала багато віршів, але вважала їх слабкими і такими, що не мають значення. Перші її публікації — вірші для дітей у журналах «Сімейні вечори» та «Іграшка». Систематично перекладати на замовлення і друкувати почала вже після другого шлюбу.
Перекладала прозу Оноре де Бальзака, Альфонса Доде, Еміля Золя, Гі де Мопассана, Марселя Прево, Гюстава Флобера, Еркмана-Шатріана . Нею перекладалися вірші Шарля Бодлера, Поля Верлена, Віктора Гюго, Сюллі-Прюдома, Франсуа Коппе Альфреда де Мюссе, Жюля Верна та інших. Деякі її переклади опубліковані за редакцією та з передмовою Олександра Блока .
Написала найпопулярнішу біографію Михайда Ломоносова . Займалася редакторською роботою, писала рецензії. Переклади, виконані Кублицькою-Піоттух, видаються аж до теперішнього часу.